# Chính ủy Tập đoàn quân bậc 2
Chính ủy Tập đoàn quân bậc 2 (tiếng Nga: Армейский комиссар 2-го ранга là một cấp bậc quân sự cao cấp của các sĩ quan chính trị trong Hồng quân và Hải quân Liên Xô. Cấp bậc này chỉ xếp dưới cấp bậc Chính ủy Tập đoàn quân bậc 1, trên cấp Chính ủy Quân đoàn.

## Lịch sử
Cấp bậc này được thành lập theo Nghị định của Ủy ban Chấp hành Trung ương Liên Xô và Hội đồng Dân ủy Liên Xô từ ngày 22 tháng 9 năm 1935 "Về việc thành lập các cấp bậc quân sự cá nhân của các sĩ quan chỉ huy của Hồng quân".
Trên thực tế, nó đã bị bãi bỏ với việc thành lập các cấp bậc tướng lĩnh và đô đốc theo Nghị định của Đoàn chủ tịch Xô viết Tối cao Liên Xô ngày 7 tháng 5 năm 1940 "Về việc thành lập hệ thống quân hàm của các sĩ quan chỉ huy cao nhất của Hồng quân."
| cấp bậc thấp hơn: Chính ủy Quân đoàn | 35x35px Chính ủy Tập đoàn quân bậc 2 | cấp bậc cao hơn: Chính ủy Tập đoàn quân bậc 1 |

| Ngạch quân sự                    | Cấp bậc                        |
| Sĩ quan chỉ huy                  | Sĩ quan chỉ huy                |
| -------------------------------- | ------------------------------ |
| Hồng quân                        | Tư lệnh Tập đoàn quân bậc 2    |
| An ninh                          | Ủy viên An ninh nhà nước bậc 2 |
| Hải quân                         | Chỉ huy Hạm đội bậc 2          |
| Sĩ quan nghiệp vụ                |                                |
| Sĩ quan kỹ thuật trong Hồng quân | Арминженер                     |
| Sĩ quan kỹ thuật trong Hải quân  | Инженер-флагман флота          |
| Sĩ quan hậu cần                  | Арминтендант                   |
| Sĩ quan tư pháp quân đội         | Армвоенюрист                   |
| Sĩ quan quân y                   | Армврач                        |
| Sĩ quan quân thú y               | Армветврач                     |

## Danh sách
20/11/1935
- Mikhail Petrovich Amelin (1896-1937), thành viên của Hội đồng quân sự trực thuộc Dân ủy Quốc phòng Liên Xô - lãnh đạo bộ phận chính trị của Quân khu Kiev. Bị xử bắn ngày 8 tháng 9 năm 1937.
- Lazar Naumovich Aronshtam (1896-1938), thành viên Hội đồng quân sự trực thuộc Dân ủy Quốc phòng Liên Xô - thành viên Hội đồng Quân sự của Quân khu Volga. Bị xử bắn ngày 25 tháng 3 năm 1938.
- Anton Stepanovich Bulin (1894-1938), thành viên Hội đồng Quân sự thuộc Dân ủy Quốc phòng Liên Xô - Trưởng phòng Hành chính Chính trị của Quân khu Belarussia. Bị xử bắn ngày 29 tháng 7 năm 1938.
- Georgy Ivanovich Veklichev (1898-1938), thành viên Hội đồng Quân sự thuộc Dân ủy Quốc phòng Liên Xô - Trưởng phòng Hành chính Chính trị của Quân khu Moskva. Bị xử bắn ngày 8 tháng 1 năm 1938.
- Aleksandr Sergeyevich Grishin (1891-1937), thành viên Hội đồng Quân sự - lãnh đạo bộ phận chính trị của Hạm đội Baltic. Tự sát trước khi bị bắt ngày 15 tháng 7 năm 1937.
- Grigory Ivanovich Gugin (1896-1937), thành viên Hội đồng quân sự trực thuộc Dân ủy Quốc phòng Liên Xô - lãnh đọa bộ phận chính trị của Hạm đội Biển Đen. Bị xử bắn ngày 26 tháng 11 năm 1937.
- Boris Mikhailovich Ippo (1898-1937), Lãnh đạo Học viện Chính trị-Quân sự Tolmachev và thành viên của Hội đồng Quân sự thuộc Dân ủy Quốc phòng Liên Xô. Bị xử bắn ngày 26 tháng 11 năm 1937.
- Sergey Nikolayevich Kozhevnikov (1896-1938), thành viên Hội đồng quân sự - lãnh đạo bộ phận chính trị của Quân khu Kharkov. Tháng 12 năm 1936, ông bị cách chức mà không có một buộc tội nào; tháng 7 năm 1937, bị sa thải khỏi Hồng quân. Bị xử bắn ngày 9 tháng 1 năm 1938.
- Mikhail Markovich Landa (1890-1938), biên tập viên điều hành của tờ báo Krasnaya Zvezda. Bị xử bắn ngày 28 tháng 7 năm 1938.
- Avgust Ivanovich Mezis (1894-1938), thành viên của Hội đồng quân sự trực thuộc Dân ủy Quốc phòng Liên Xô - lãnh đạo bộ phận chính trị của Quân khu Volga. Bị xử bắn ngày 21 tháng 4 năm 1938.
- Grigory Sergeyevich Okunev (1900-1938), thành viên Hội đồng Quân sự thuộc Dân ủy Quốc phòng Liên Xô - lãnh đạo Cơ quan Chính trị của Hạm đội Thái Bình Dương. Bị xử bắn ngày 28 tháng 7 năm 1938.
- Gayk Aleksandrovich Osepyan (1891-1937), phó chủ nhiệm Tổng cục Chính trị Hồng quân. Bị xử bắn ngày 10 tháng 9 năm 1937.
- Iosif Yeremeyevich Slavin (1893-1938), Trưởng phòng của các tổ chức giáo dục quân sự của Hồng quân. Bị xử bắn ngày 15 tháng 3 năm 1938.
- Pyotr Aleksandrovich Smirnov (1897-1939), thành viên Hội đồng Quân sự thuộc Dân ủy Quốc phòng Liên Xô - Trưởng phòng Hành chính Chính trị của Quân khu Leningrad. Tháng 12 năm 1937, được thăng cấp Chính ủy Tập đoàn quân bậc 1, được bổ nhiệm làm Ủy viên nhân dân Hải quân. Bị xử bắn ngày 23 tháng 2 năm 1939.
- Aleksandr Lvovich Shifres (1898-1938), lãnh đạo Học viện Kinh tế-Quân sự của Hồng quân và là thành viên của Hội đồng Quân sự thuộc Dân ủy Quốc phòng Liên Xô. Bị xử bắn ngày 25 tháng 9 năm 1938.

14/6/1937
- Yan Karlovich Berzin (1889-1938), lãnh đạo Tổng cục Tình báo Hồng quân và là thành viên của Hội đồng Quân sự thuộc Dân ủy Quốc phòng Liên Xô, bị xử bắn ngày 29 tháng 7 năm 1938

30/12/1937
- Lev Zakharovich Mekhlis (1889-1953), Chủ nhiệm Tổng cục Chính trị Hồng quân, được thăng cấp Chính ủy Tập đoàn quân bậc 1 năm 1939
- Yefim Afanasyevich Shchadenko (1885-1951), Trưởng phòng Chỉ huy và Kiểm soát của Hồng quân, được thăng cấp Chính ủy Tập đoàn quân bậc 1 năm 1939

28/4/1939 
- Ivan Vasilyevich Rogov (1899-1949), Trưởng ban Tuyên giáo chính trị Hải quân, được đồng hóa sang cấp bậc Trung tướng lực lượng tuần tra duyên hải

4/4/1940
- Aleksandr Ivanovich Zaporozhets (1899-1959), thành viên Hội đồng Quân sự của Quân khu Moskva, được thăng cấp bậc Chính ủy Tập đoàn quân bậc 1 năm 1941

20/6/1940
- Nikolay Ivanovich Biryukov (1901-1974), thành viên Hội đồng quân sự Phương diện quân Viễn Đông, được đồng hóa sang cấp bậc Trung tướng lực lượng xe tăng
- Vladimir Nikolayevich Borisov (1901-1984), Phó chủ nhiệm Tổng cục chính trị Hồng quân. Tháng 7 năm 1941, bị kết án 5 năm cải tạo trong một trại lao động vì tội gian lận[2] và bị tước cấp bậc. Năm 1944, ông được thả ra trước thời hạn, được phong quân hàm Đại tá. Năm 1948, ông bị bắt một lần nữa và bị kết án 5 năm. Phục hồi năm 1954.

22/10/1941
- Pavel Stepanovich Stepanov (1901-1977), Phó Tư lệnh chính trị Không quân Liên Xô, đồng hóa sang cấp bậc Thiếu tướng Hàng không

17/11/1941
- Fyodor Fedotovich Kuznetsov (1904-1979), Phó chủ nhiệm Tổng cục chính trị Hồng quân, đồng hóa sang cấp bậc Trung tướng

## Cấp hiệu
Cấp hiệu Chính ủy Tập đoàn quân bậc 2 trong lục quân và hàng không: bốn hình thoi với phù hiệu binh chủng (sau 30 tháng 7 năm 1940) và một ngôi sao màu đỏ với một búa liềm, tương tự các sĩ quan chính trị của các cấp bậc, khâu trên cả hai tay áo phía trên cổ tay (Vào ngày 1 tháng 8 năm 1941, việc mặc các miếng vá như vậy đã bị hủy bỏ.